# Nova (Sam Alexander)
Pour les articles homonymes, voir Nova (homonymie).
Nova, alias Sam Alexander, est un super-héros appartenant à l'univers Marvel de la maison d'édition Marvel Comics. Créé par le scénariste Jeph Loeb et le dessinateur Ed McGuinness, le personnage de fiction apparaît pour la première fois dans le comic book one-shot Marvel Point One d'octobre 2011.
Sam Alexander est le personnage principal de la série Nova de 2013. Comme Nova (Richard Rider), il est membre des Nova Corps.

## Biographie du personnage
Sam Alexander vit à Carefree en Arizona avec ses parents et sa petite sœur. Son père a des problèmes d'alcoolisme et raconte des histoires sur son ancienne vie en tant que Centurion Nova. Lorsqu'il a quinze ans, Sam a un accident. Lors de son réveil à l’hôpital, les extraterrestres Gamora et Rocket Raccoon lui annoncent que son père était un membre des Nova Corps et qu'il doit reprendre le flambeau. Il fait une superbe aventure avec les gardiens de la galaxie et fracasse Hulk,.

## Pouvoirs et capacités
Comme les autres membres des Nova Corps, Sam Alexander tire ses pouvoirs de la Force Nova. Grâce à cette énergie extraterrestre, il possède une force surhumaine, des réflexes accrus, et peut voler à très grande vitesse. Il possède une combinaison spatiale capable de résister à des conditions extrêmes. Il peut aussi projeter ou absorber de l'énergie.

## Adaptations
Nova / Sam Alexander est un personnage de la série télévisée Ultimate Spider-Man de 2012. Cette version du personnage est plus âgée que celle des comic books. Il est doublé en version originale par Logan Miller. En 2014, le personnage apparaît dans la série télévisée Marvel Disk Wars: The Avengers. Il est doublé en version originale